# Anton Ferdinand Holtgreven
Anton Ferdinand Holtgreven (* 22. Juli 1778 in Paderborn; † 29. September 1848 in Schloß Neuhaus) war ein deutscher römisch-katholischer Geistlicher und Weihbischof im Bistum Paderborn.

## Ausbildung
Holtgreven wurde als Sohn eines Hofgerichtssekretärs geboren. Nach dem Studium der Philosophie und Katholischen Theologie an der vormaligen Jesuitenuniversität in Paderborn spendete ihm am 20. Oktober 1800 Fürstbischof Franz Egon von Fürstenberg in der fürstbischöflichen Residenz Schloss Neuhaus das Sakrament der Priesterweihe.

## Wirken
Zunächst wirkte Holtgreven als Gymnasiallehrer in Paderborn und wurde 1803 von Bischof von Fürstenberg zum Pfarrer von St. Johann Baptist in Vinsebeck ernannt, wo er nahezu zwei Jahrzehnte tätig blieb. Am 26. November 1822 berief ihn Bischof von Fürstenberg als Pfarrer der Gaukirche zurück nach Paderborn und ernannte ihn am 25. Oktober 1823 zum Domkapitular und am 11. November des gleichen Jahres zusätzlich zum Dompfarrer. Dennoch behielt Holtgreven bis 1825 das Amt als Pfarrer der Gaukirche und war zudem als Hebräischlehrer tätig. Am 1. Juli 1832 übertrug ihm Bischof Friedrich Clemens von Ledebur-Wicheln zudem das Amt des Dechanten von Paderborn.
Am 22. Juni 1843 wurde Holtgreven von Papst Gregor XVI. zum Titularbischof von Lycopolis und Weihbischof in Paderborn präkonisiert. Die Bischofsweihe spendete ihm am 24. August 1843 Bischof Richard Dammers. Am 13. Juli 1845 spendete Holtgreven dem neuernannten Bischof Franz Drepper die Bischofsweihe.